# Gábor Pusztai
Gábor Pusztai (Miskolc (Hongarije), 26 mei 1971) is een Hongaars letterkundige en vertaler. Hij is hoofd van de Vakgroep Nederlands van de Universiteit van Debrecen  en was onder meer voorzitter van COMENIUS, de vereniging voor Centraal-Europese universitaire neerlandistiek.

## Opleiding
Gábor Pusztai studeerde van 1990 tot 1997 geschiedenis en germanistiek aan de Lajos Kossuth Universiteit in Debrecen, waar hij in 1997 het diploma Leraar Duitse Taal- en Letterkunde behaalde. Van 1992 tot 1995 volgde hij de studie Nederlandkunde aan de Rijksuniversiteit Leiden, die hij afrondde met het Diploma Nederlandkunde.
In 2003 behaalde hij summa cum laude zijn PhD in literatuurwetenschap met de dissertatie An der Grenze. Das Fremde und das Eigene – eine Methode zur Analyse. Dargestellt an Werken der deutschen und der niederländischen Kolonialliteratur in der ersten Hälfte des 20. Jahrhunderts, von C.W.H. Koch, H. Grimm, M.H. Székely-Lulofs und W. Walraven. In 2015 volgde zijn habilitatie in de literatuurwetenschap met het proefschrift Menekülés az idegenbe (Vlucht in het vreemde).

## Werk
Van 1995 tot 2001 was Pusztai assistent aan het Instituut voor Germanistiek van de Lajos Kossuth Universiteit (later Universiteit van Debrecen), vervolgens van 2001 tot 2005 wetenschappelijke medewerker Germanistiek aan dezelfde universiteit, van 2005 tot 2006 wetenschappelijk medewerker bij de Werkgroep Neerlandistiek van het Instituut voor Germanistiek, van 2006 tot 2007 hogeschooldocent van dezelfde Werkgroep Neerlandistiek. Vanaf 2007 was hij hoofd van de mede door hem geïnitieerde Vakgroep Nederlands, waaraan hij in 2016 ook benoemd werd als universitair hoofddocent.
Als gastdocent werkte Pusztai aan de Universiteit van Wrocław, de Universiteit van Wenen, de Universiteit Leiden, de Palacký-Universiteit Olomouc, de Universiteit van Belgrado, de Universiteit van Amsterdam en de Universiteit van Zagreb.
Hij was redacteur van het nummer Magyar Napló - Világirodalmi Figyelő: Válogatás a Holland-Indiák irodalmából van het tijdschrift Magyar Napló (2005), van het tijdschrift  AMOS-ETVN (2004-2007). Vanaf 2001 is hij redacteur van het neerlandistische tijdschrift Acta Neerlandica, en vanaf 2014 van Debreceni Szemle.
Gábor Pusztai is lid van de IVN (Internationale Vereniging voor Neerlandistiek) (sinds 1995), van het verband COMENIUS (sinds 1998, van 2006 tot 2009 voorzitter), verder sinds 2002 van Magyar Germanisták Társaságának (Gesellschaft Ungarischer Germanisten), vanaf 2003 van MTA köztestületi tag, sinds 2007 van de Maatschappij der Nederlandse Letterkunde en vanaf 2017 van het F. Springer-Genootschap.
Gábor Pusztai werkt ook als beëdigd tolk/vertaler voor de Hongaarse overheid.

## Onderzoek
Het onderzoeksveld van Gábor Pusztai als letterkundige omvat de Nederlandse en Duitse (post)koloniale literatuur (veel over het schrijversechtpaar László Székely en Madelon Székely-Lulofs, en Nederlands-Hongaarse contacten (o.m. over Michiel de Ruyter) en de Hongaarse kinderactie 1947-1949.
Hij publiceerde in verschillende bundels en in de tijdschriften Indische Letteren, Mikes International - Hungarian Periodical For Art Literature And Science, Református Tiszántúl, Werkstatt: Arbeitspapiere Zur Germanistischen Sprach- Und Literaturwissenschaft, Gerundium: Egyetemtörténeti Közlemények, Folia Uralica Debreceniensia, Vasutas Magazin, Alföld: Irodalmi Művészeti És Kritikai Folyóirat, Sárospataki Füzetek, Mediárium, Acta Neerlandica: Bijdragen tot de Neerlandistiek Debrecen, Acta Universitatis Wratislaviensis. Neerlandica Wratislaviensia, Debreceni Szemle en Egyháztörténeti Szemle.
Als literair vertaler (vanuit het Nederlands naar het Hongaars) werkte Pusztai mee aan de bloemlezingen Világirodalmi figyelö (2005), Párviadal Oostendéért. Modern Flamand-Holland elbeszélések (2008) en Európai figyelő. Holland irodalmi mozaik (2009).

## Onderscheidingen
- 2005: Ministerieprijs (voor coördinatie CEEPUS A-4)
- 2012: Ministerieprijs (voor coördinatie CEEPUS AT-12)
- 2017: Universitaire onderscheiding van de Rector van de Universiteit Debrecen
- 2024: Ridder in de Orde van Oranje-Nassau

## Boekpublicaties
- 'Dit altijd alleen zijn': verhalen over het leven van planters en koelies in Deli (1914-1930). Laszlo Székely & István Radnai. (met Gerard Termorshuizen). Leiden: KITLV Uitgeverij, 2007.
- An der Grenze: das Fremde und das Eigene: dargestellt an Werken der deutschen und der niederländischen Kolonialliteratur in der ersten Hälfte des 20. Jahrhunderts von C.W.H. Koch, H. Grimm, M.H. Székely-Lulofs und W. Walraven. Frankfurt am Main: Peter Lang, 2007.
- Michiel de Ruyter és Magyarország. (met Bitskey István). Debrecen: Debreceni Egyetem Néderlandisztika Tanszék, 2008.
- Debrecentől Amszterdamig: Magyarország és Németalföld kapcsolata. [met Réka Bozzay.] Debrecen : Debreceni Egyetem Néderlandisztika Tanszék, 2010.
- Pusztai, Gábor (red.), A lehetetlenségek országa: Székely László szumátrai elbeszélései. Debrecen, Magyarország : Printart-Press, 2014.
- Pusztai, Gábor (red, met Réka Bozzay, Gert Loosen, Márta Kántor-Faragóa, Zsuzsa Tóth en Jaap Doedens), Taal toetsen: Bijdragen tot de Neerlandistiek Debrecen. Debrecen, Magyarország : Debreceni Egyetemi Kiadó, 2015.
- Tropisch avontuur: Hongaren in de Nederlandse koloniën. Debrecen : Universiteit Debrecen, Vakgroep Nederlands, 2016.
- Menekülés az idegenbe: Székely László élete és irodalmi munkássága. Debrecen, Magyarország : Printart-Press, 2017.
- Pusztai, Gábor (red., met Attila Pál Bárány; Gergely Fazakas; Miklós Takács), Németalföld emlékei Magyarországon – magyar–holland kapcsolatok. Debrecen, Magyarország: Debreceni Egyetemi Kiadó, Dupress, 2017.
- Diplomatenschrijvers - Schrijvende diplomaten. Symposium Diplomatenschrijvers - schrijvende diplomaten (October 2017: Debrecen). Debrecen : Debreceni Egyetemi Kiadó, Debrecen University Press, 2019.
- Gábor Pusztai (red. met Maarten J. Aalders; Orsolya Réthelyi), De Hongaarse kindertreinen: Een levende brug tussen Hongarije, Nederland en België na de Eerste Wereldoorlog. Hilversum, Hollandia/Uitgeverij Verloren, 2020. (Hongaarse vertaling in hetzelfde jaar: A gyermekvonatok: Élő híd Magyarország, Hollandia és Belgium között az első világháború után).

## Privé
Gábor Pusztai is gehuwd en heeft drie kinderen. Hij woont in Bodaszőlő.